# Adășeni
Adășeni è un comune della Romania di 1 556 abitanti, ubicato nel distretto di Botoșani, nella regione storica della Moldavia.
Il comune è formato dall'unione di 2 villaggi: Adășeni e Zoițani.